# Café Titanic
Pour les articles homonymes, voir Titanic (homonymie).
Café Titanic (Бифе Титанк) est un téléfilm yougoslave réalisé par Emir Kusturica sorti en 1979.

## Synopsis
Titanic est le nom du bistrot de Mento Papo, juif de Sarajevo. Son seul lien avec le paquebot du même nom est une photo accrochée au mur. Le tenancier est un personnage marqué physiquement et psychologiquement par ses doutes et ses défauts : son établissement cache une arrière salle de jeu prohibée, il est porté sur la boisson, il ne cesse de se quereller avec sa concubine, il est méprisé par les autres juifs de Sarajevo.
L'histoire se déroule pendant la Seconde Guerre Mondiale, et lorsque les nouvelles de la guerre arrivent en Bosnie-Herzégovine, Mento Papo n'est pas prêt, contrairement à son amie catholique, qui a déjà préparé ses affaires pour fuir. Arrive Stjepan, un musulman qui a rejoint les Oustachis. Stjepan est un personnage tout aussi minable que Mento, sauf que c'est lui qui porte l'uniforme. Et contrairement à ce qu'il espérait, cet engagement ne lui donne pas le statut espéré. Voulant lui aussi prendre sa part du gâteau, il cherche à détrousser un juif, et ne trouvant rien sur lui, le tue de rage. Ce juif se trouve être Mento Papo, et Stjepan réalise qu'il était plus le reflet de sa propre image que son adversaire.

## Autour du film
- Ce téléfilm est l'adaptation d'une nouvelle d'Ivo Andrić
- Le film n'a jamais été distribué en France, et dans les filmographies, il est souvent mal traduit sous le titre de Buffet Titanic, il s'agirait plutôt du Café Titanic.
- Cette histoire complexe et taboue à l'époque de sa réalisation (sous le régime de Tito), met en évidence pour la première fois les dissensions dans les groupes ethniques de Yougoslavie.

## Récompense
- Premier prix du festival du film de la télévision yougoslave à Portoroz (Slovénie)